# チュニジア海軍艦艇一覧
チュニジア海軍艦艇一覧は、チュニジア共和国海軍が過去保有した、または現在保有する、または将来保有する予定の、未完成・計画中止を含めた歴代艦艇一覧である。
凡例

## 現有勢力（2011年現在）
- 国防予算：5億3,400万ドル（+6,400万ドル）
- 海軍人員：4,800名
- 艦船隻数：33隻

ミサイル艇×9
哨戒艇×16
練習/測量艦×4
設標艦×3
給水艦×1
- コースト・ガード：船艇13隻

## 艦艇一覧（近代海軍）

### 哨戒艦艇

#### ミサイル艇
- アルバトロス級ミサイル艇 - 6隻